# George Wiley
George Ellsworth Wiley (ur. 7 maja 1881 w Little Falls, zm. 3 marca 1954 tamże) – amerykański kolarz torowy, dwukrotny medalista olimpijski oraz złoty medalista mistrzostw świata.

## Kariera
Pierwsze sukcesy w karierze George Wiley osiągnął w 1904 roku, kiedy zdobył dwa medale podczas igrzysk olimpijskich w St. Louis. W wyścigu na pięć mil zdobył srebrny medal, ulegając jedynie swemu rodakowi Charlesowi Schlee, a na dystansie 25 mil był trzeci za kolejnymi dwoma Amerykanami: Burtonem Downingiem i Arthurem Andrewsem. Na rozgrywanych osiem lat później mistrzostwach świata w Newark Wiley zwyciężył w wyścigu ze startu zatrzymanego zawodowców. W tej samej konkurencji pięciokrotnie zdobywał tytuł mistrza Stanów Zjednoczonych. Trzykrotnie stawał także na podium zawodów cyklu Six Days, ale nigdy nie wygrał.